# Stanisław Żerko
Stanisław Konstanty Żerko (ur. 10 maja 1961 w Szczecinku) – polski historyk, niemcoznawca, profesor nauk humanistycznych, pracuje w poznańskim Instytucie Zachodnim oraz w Instytucie Stosunków Międzynarodowych Akademii Marynarki Wojennej w Gdyni.

## Życiorys
Absolwent Liceum Ogólnokształcącego im. Księżnej Elżbiety w Szczecinku. Laureat VI Olimpiady Historycznej (5 miejsce). Ukończył historię na Wydziale Historycznym UAM w Poznaniu. Studiował także nauki polityczne na Uniwersytecie w Bonn. Doktorat uzyskał w 1993 w Instytucie Historii UAM na podstawie rozprawy Wielka Brytania w narodowosocjalistycznych koncepcjach polityki zagranicznej i polityce III Rzeszy (do 1939 r.), promotorem pracy był Stanisław Sierpowski. Habilitację uzyskał w 2000 na podstawie rozprawy Stosunki polsko-niemieckie 1938–1939 (również w IH UAM). Był stypendystą Fundacji im. Aleksandra von Humboldta oraz DAAD. Profesor nauk humanistycznych od 2012. Zrealizował trzy indywidualne granty Komitetu Badań Naukowych i Narodowego Centrum Nauki.
Specjalizuje się w dziejach najnowszych, zajmuje się też współczesnymi stosunkami międzynarodowymi (zwłaszcza polityką zagraniczną Polski i RFN oraz relacjami niemiecko-rosyjskimi). Publikował m.in. w „Rzeczpospolitej", „Dzienniku Gazecie Prawnej", tygodniku „Polityka” oraz w „Do Rzeczy".
Wszedł w skład komitetu wspierającego kandydaturę Karola Nawrockiego na prezydenta RP w wyborach w 2025.

## Publikacje
W dorobku publikacyjnym S. Żerki znajdują się m.in.: 
- Wymarzone przymierze Hitlera. Wielka Brytania w narodowosocjalistycznych koncepcjach i w polityce III Rzeszy do 1939 r. (Poznań 1995)
- Słownik polityków XX wieku (Poznań 1995, z B. Koszelem)
- Stosunki polsko-niemieckie 1938–1939 (Poznań 1998)
- Dzieje Polski w XX wieku (Poznań 2002, z S. Sierpowskim)
- Niemiecka polityka zagraniczna 1933–1939 (Poznań 2005)
- Ilustrowany leksykon II wojny światowej (Poznań 2004)
- Biograficzny leksykon II wojny światowej (Poznań 2014).
- Polska – Niemcy – Historia. Z dziejów wzajemnych stosunków (Poznań 2024).

W ramach wydawanej przez Polski Instytut Spraw Międzynarodowych serii źródłowej przygotował dotychczas cztery tomy źródeł:
- Polskie dokumenty dyplomatyczne styczeń–sierpień 1939 (Warszawa 2005)
- Polskie dokumenty dyplomatyczne 1936 (Warszawa 2011)
- Polskie dokumenty dyplomatyczne 1934 (Warszawa 2014)
- Polskie dokumenty dyplomatyczne 1935 (Warszawa 2017).

Laureat Nagrody Historycznej tygodnika „Polityka" (1999). Jest też współautorem monografii miast: Kostrzyna n. Odrą i Rawicza (części poświęcone dziejom powojennym).  